# Paron (Yonne)
Paron és un municipi francès, situat al departament del Yonne i a la regió de Borgonya - Franc Comtat. L'any 2007 tenia 4.489 habitants.

## Demografia

### Població
El 2007 la població de fet de Paron era de 4.489 persones. Hi havia 1.806 famílies, de les quals 511 eren unipersonals (174 homes vivint sols i 337 dones vivint soles), 585 parelles sense fills, 588 parelles amb fills i 122 famílies monoparentals amb fills.
La població ha evolucionat segons el següent gràfic:
Habitants censats

### Habitatges
El 2007 hi havia 1.996 habitatges, 1.829 eren l'habitatge principal de la família, 29 eren segones residències i 139 estaven desocupats. 1.359 eren cases i 627 eren apartaments. Dels 1.829 habitatges principals, 1.142 estaven ocupats pels seus propietaris, 657 estaven llogats i ocupats pels llogaters i 29 estaven cedits a títol gratuït; 29 tenien una cambra, 155 en tenien dues, 374 en tenien tres, 556 en tenien quatre i 714 en tenien cinc o més. 1.354 habitatges disposaven pel capbaix d'una plaça de pàrquing. A 907 habitatges hi havia un automòbil i a 749 n'hi havia dos o més.

### Piràmide de població
La piràmide de població per edats i sexe el 2009 era:
| Homes | Edats   | Dones |
| ----- | ------- | ----- |
| 4     | 95 o +  | 12    |
| 8     | 90 a 94 | 12    |
| 24    | 85 a 89 | 40    |
| 20    | 80 a 84 | 32    |
| 52    | 75 a 79 | 56    |
| 92    | 70 a 74 | 92    |
| 84    | 65 a 69 | 88    |
| 100   | 60 a 64 | 120   |
| 108   | 55 a 59 | 124   |
| 160   | 50 a 54 | 136   |
| 160   | 45 a 49 | 188   |
| 172   | 40 a 44 | 184   |
| 184   | 35 a 39 | 212   |
| 149   | 30 a 34 | 168   |
| 200   | 25 a 29 | 180   |
| 137   | 20 a 24 | 108   |
| 220   | 15 a 19 | 204   |
| 173   | 10 a 14 | 252   |
| 192   | 5 a 9   | 176   |
| 172   | 0 a 4   | 100   |

## Economia
El 2007 la població en edat de treballar era de 2.833 persones, 2.069 eren actives i 764 eren inactives. De les 2.069 persones actives 1.818 estaven ocupades (939 homes i 879 dones) i 251 estaven aturades (97 homes i 154 dones). De les 764 persones inactives 299 estaven jubilades, 243 estaven estudiant i 222 estaven classificades com a «altres inactius».

### Ingressos
El 2009 a Paron hi havia 1.808 unitats fiscals que integraven 4.431 persones, la mediana anual d'ingressos fiscals per persona era de 17.982 €.

### Activitats econòmiques
Dels 103 establiments que hi havia el 2007, 8 eren d'empreses extractives, 2 d'empreses alimentàries, 2 d'empreses de fabricació de material elèctric, 6 d'empreses de fabricació d'altres productes industrials, 16 d'empreses de construcció, 23 d'empreses de comerç i reparació d'automòbils, 5 d'empreses de transport, 6 d'empreses d'hostatgeria i restauració, 1 d'una empresa d'informació i comunicació, 6 d'empreses financeres, 3 d'empreses immobiliàries, 8 d'empreses de serveis, 12 d'entitats de l'administració pública i 5 d'empreses classificades com a «altres activitats de serveis».
Dels 28 establiments de servei als particulars que hi havia el 2009, 1 era una oficina de correu, 2 oficines bancàries, 5 tallers de reparació d'automòbils i de material agrícola, 3 paletes, 3 guixaires pintors, 1 fusteria, 2 lampisteries, 4 electricistes, 2 perruqueries, 4 restaurants i 1 saló de bellesa.
Dels 5 establiments comercials que hi havia el 2009, 1 era un supermercat, 2 fleques, 1 una peixateria i 1 una botiga de mobles.
L'any 2000 a Paron hi havia 6 explotacions agrícoles.

## Equipaments sanitaris i escolars
El 2009 hi havia 2 farmàcies i 1 ambulància.
El 2009 hi havia 2 escoles maternals i 3 escoles elementals. Paron disposava d'un col·legi d'educació secundària amb 442 alumnes.

## Poblacions més properes
El següent diagrama mostra les poblacions més properes.